# Борглум, Солон
Солон Ганнибал де ла Мотт Борглум (англ. Solon Hannibal de la Mothe Borglum; 22 декабря 1868[…], Огден, Юта — 31 января 1922, Стамфорд) — американский скульптор.

## Биография

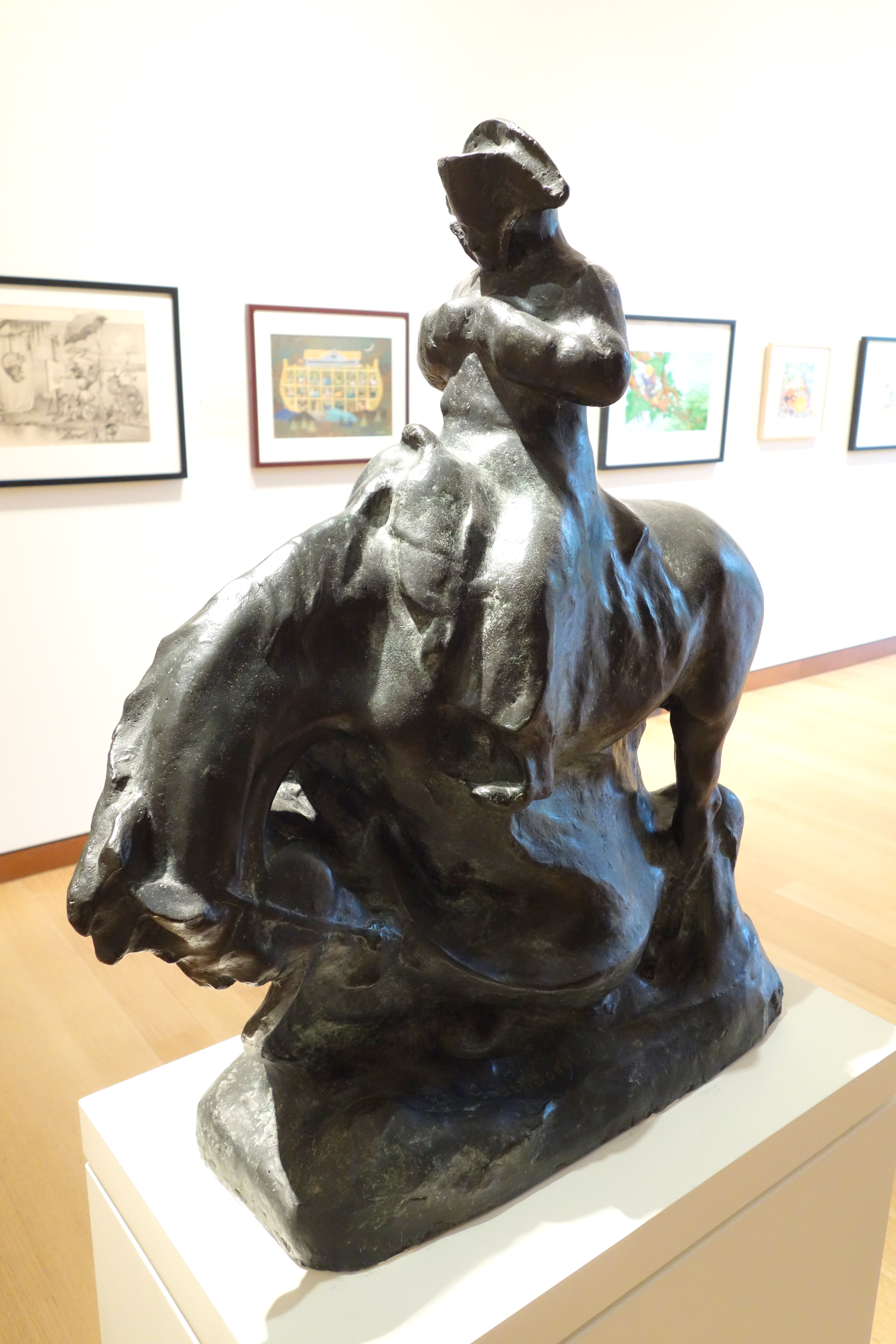
Наполеон в Москве. Музей американского искусства, Нью-Бритен (Коннектикут).

Родился в 1868 году в Юте в семье мормона-двоеженца Джеймса (Йенса) Борглума, уроженца Дании. Отец увлекался резьбой по дереву, учился на врача в Сент-Луисе, штат Миссури, а в дальнейшем обзавёлся собственным ранчо поблизости от Фримонта, штат Небраска. У него было четверо детей, двое из которых стали скульпторами: Джон (1867—1941), наиболее известный, как автор монумента на горе Рашмор, и Солон.
Свои детство и отрочество Солон Борглум провёл на отцовском ранчо в Небраске, не получив никакого формального образования. Поскольку к этому времени семья Борглумов проживала за пределами Юты, которая считалась оплотом мормонов, Борглум-старший, опасаясь конфликтов с законом, был вынужден развестись со второй женой, оставив при себе первую.
В 1893 году Солон отправился в город Омаха в том же штате Небраска, где поступил в ученики к художнику Джону Лори Уоллеса, ученика Томаса Икинса. Проучившись у Уоллеса недолгое время, Солон покинул его и отправился к брату Джону, который к тому времени женился и обзавёлся собственным домом в горах Сьерра-Мадре. Однако, не поладив с женой брата, уехал сперва в Лос-Анджелес, а затем в город Санта-Анна, где давал частные уроки рисования.
Из Калифорнии Борглум в 1895 году отправился в город Цинциннати, штат Огайо, где поступил в местную Академию художеств. Один из его преподавателей, скульптор Луис Ребиссо, посоветовал Солону заняться скульптурой. Первой попыткой Солона в этой области стала скульптурная группа, изображающая  лошадей, основанная на рисунках и наблюдениях, сделанных на ближайших конюшнях Американской почтовой службы.
Преуспев в обучении ремеслу скульптора, Борглум в 1898 году получил стипендию Академии, которая позволила ему отправиться в Париж, где он поступил в Академию Жюлиана в мастерскую Дени Пюэша. В Париже Борглум имел возможность познакомиться с выдающимися скульпторами Франции того времени, и почерпнуть у них необходимые навыки.
Уже в 1900 году Борглум получил серебряную медаль на Всемирной выставке в Париже, а в следующем году — еще одну на Панамериканской выставке в Буффало, штат Нью-Йорк.
Вернувшись в США около этого времени, Борглум стал получить престижные государственные заказы. Он создал, в частности:
- Конный памятник генералу Конфедерации Джону Брауну Гордону, установленный в Атланте рядом с Капитолием штата Джорджия (1907).
- Памятник офицеру кавалерийского полка Теодора Рузвельта «Мужественные всадники» Баки О'Нилу, установленный на площади перед зданием суда в Прескотте, штат Аризона (1907).
- Статую «Пионер» (первопроходец), которая экспонировалась на Панамо-Тихоокеанской международной выставке в Сан-Франциско (1915; утрачена).

Борглум, который вырос на Диком Западе, также создал многочисленные скульптурные изображения ковбоев и индейцы. Так, две скульптуры Борглума, «Вдохновение» и «Стремление», изображающие индейцев, сегодня стоят во дворе церкви Святого Марка в Нью-Йорке, по бокам от ворот. Некоторые работы Борглума соответствующей тематики хранятся в собрании Национального музея ковбоев в Оклахома-Сити, штат Оклахома.
В 1911 году Борглум был избран членом-корреспондентом американской Национальной академии дизайна. Во время Первой мировой войны находился во Франции, где, по некоторым данным, участвовал в боевых действиях, а в 1918 году вернулся в Америку, где поселился в Нью-Йорке и основал частную Американскую школу скульптуры.
Солон Борглум скончался в 1922 году в Стамфорде, штат Коннектикут. Его вдова и дочь в дальнейшем активно занимались сохранением и популяризацией творческого наследия скульптора, при их поддержке, была, в частности, издана его биография.

## Галерея

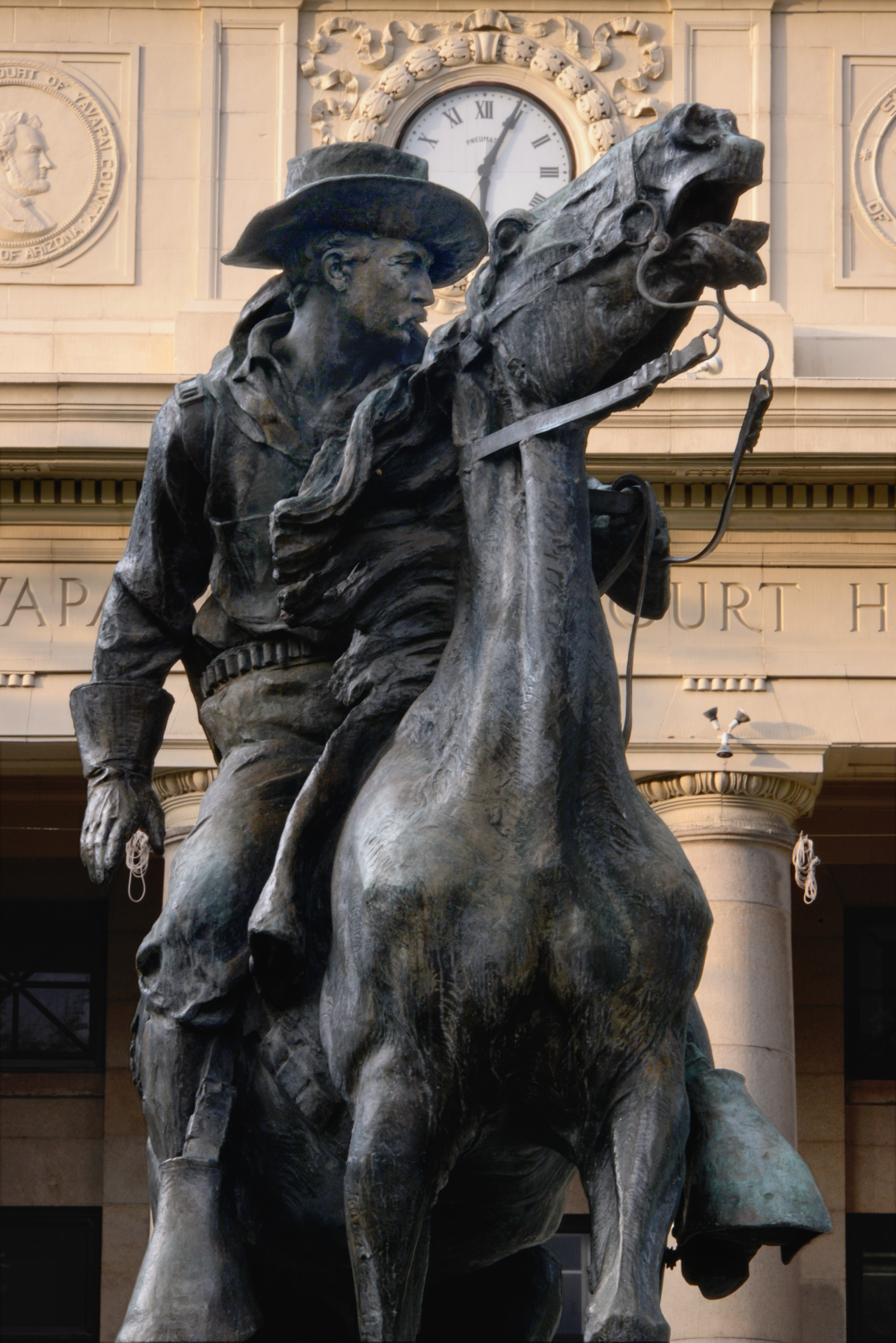
Памятник офицеру кавалерийского полка Теодора Рузвельта «Мужественные всадники» Баки О'Нилу, Прескотт, Аризона (1907).
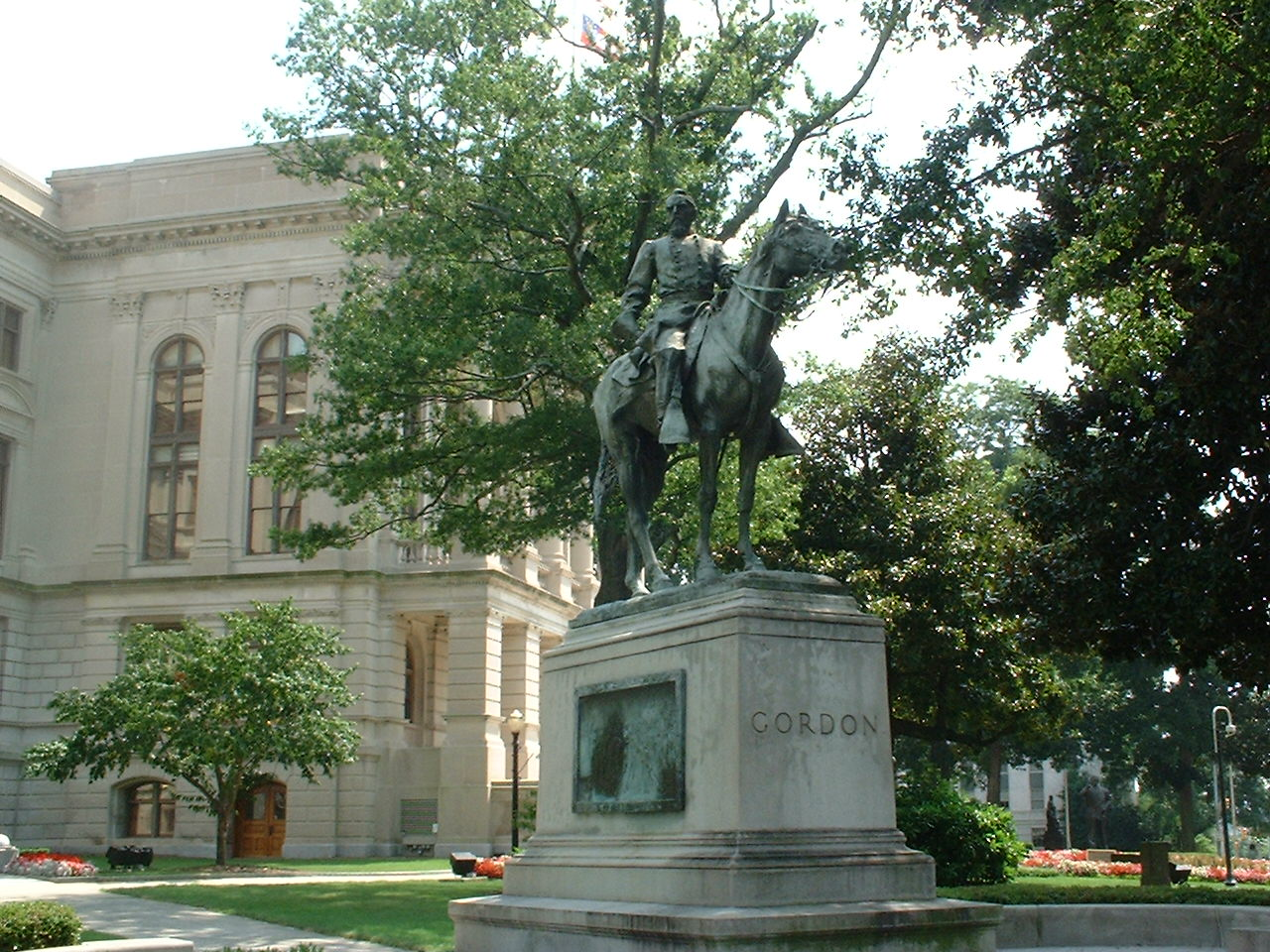
Конный памятник генералу Конфедерации Джону Брауну Гордону, Атланта, Джорджия (1907).
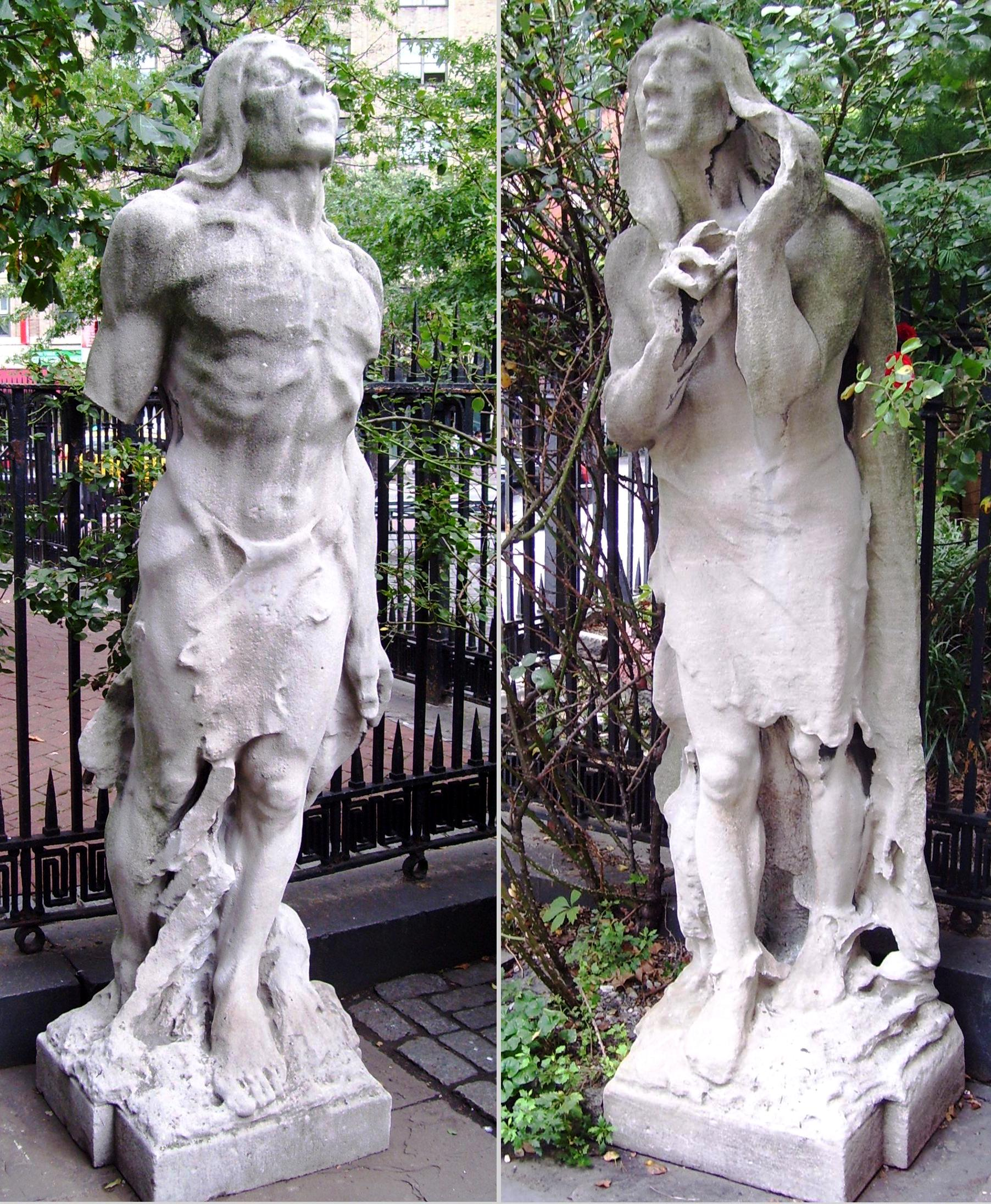
Скульптуры «Стремление» и «Вдохновение» во дворе церкви Святого Марка в Нью-Йорке.
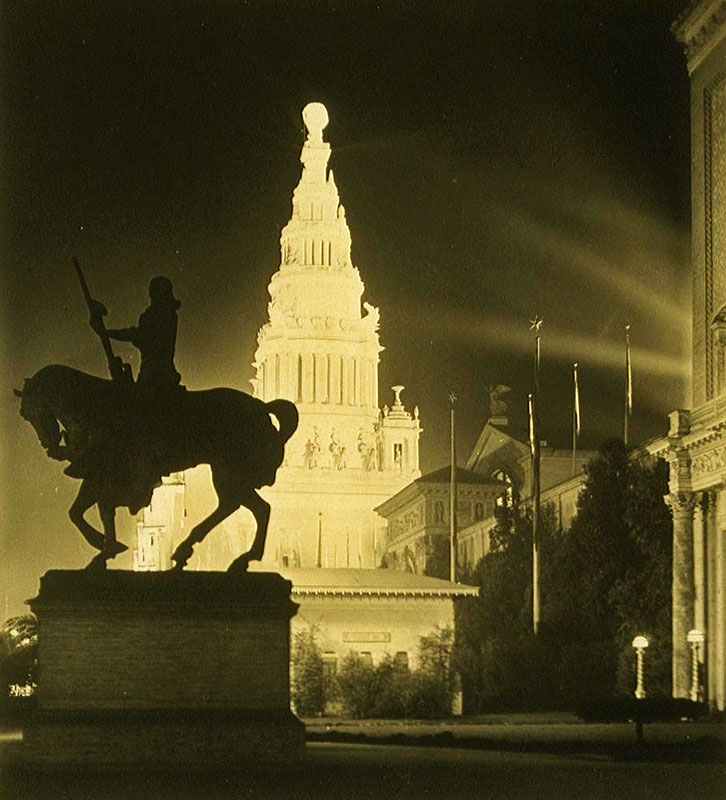
Статуя «Пионер» на  Панамо-Тихоокеанской международной выставке в Сан-Франциско (1915; фотография того же года; утрачена).
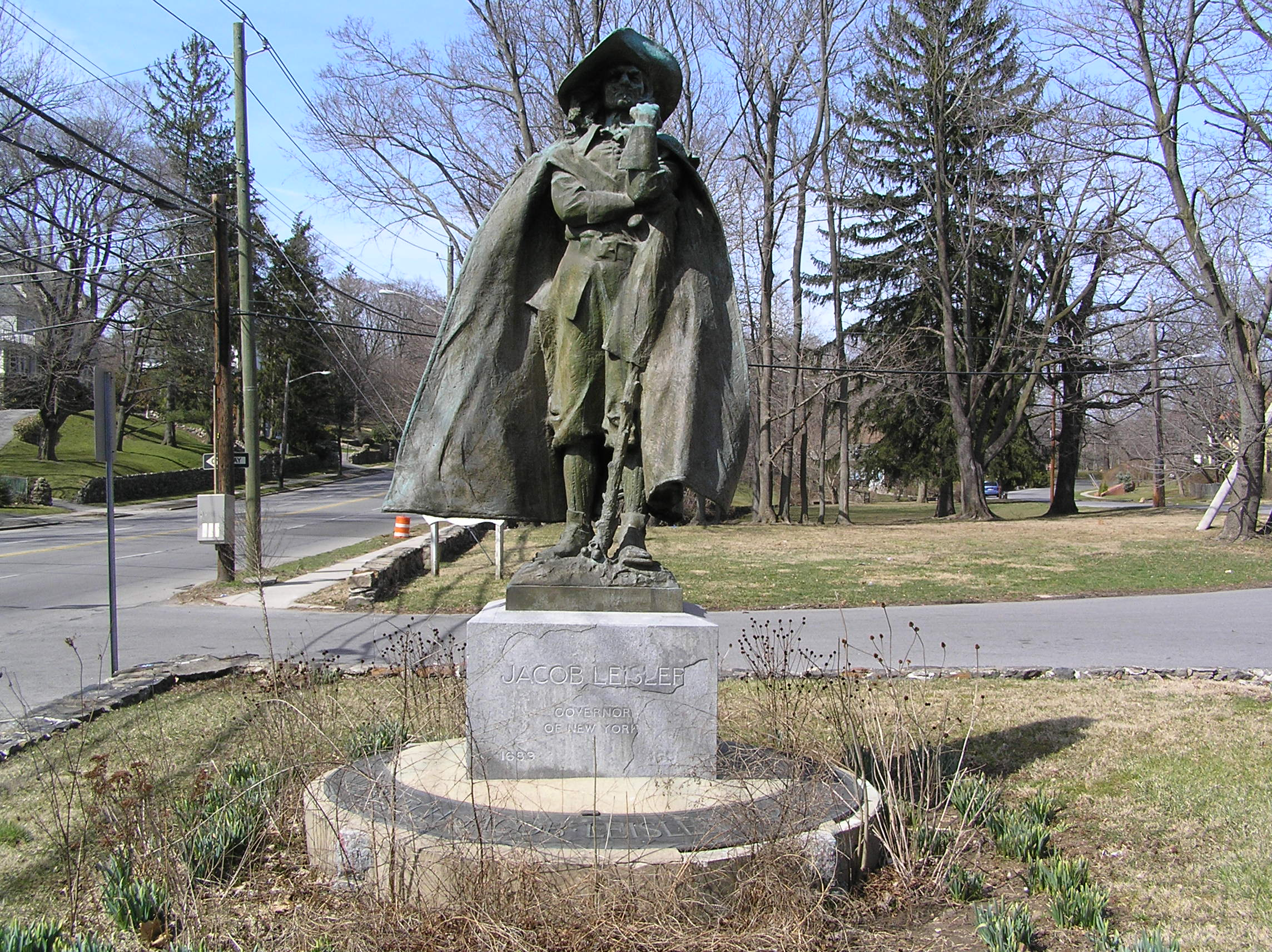
Памятник Джейкобу Лейслеру, Нью-Рошелл, штат Нью-Йорк (1913).
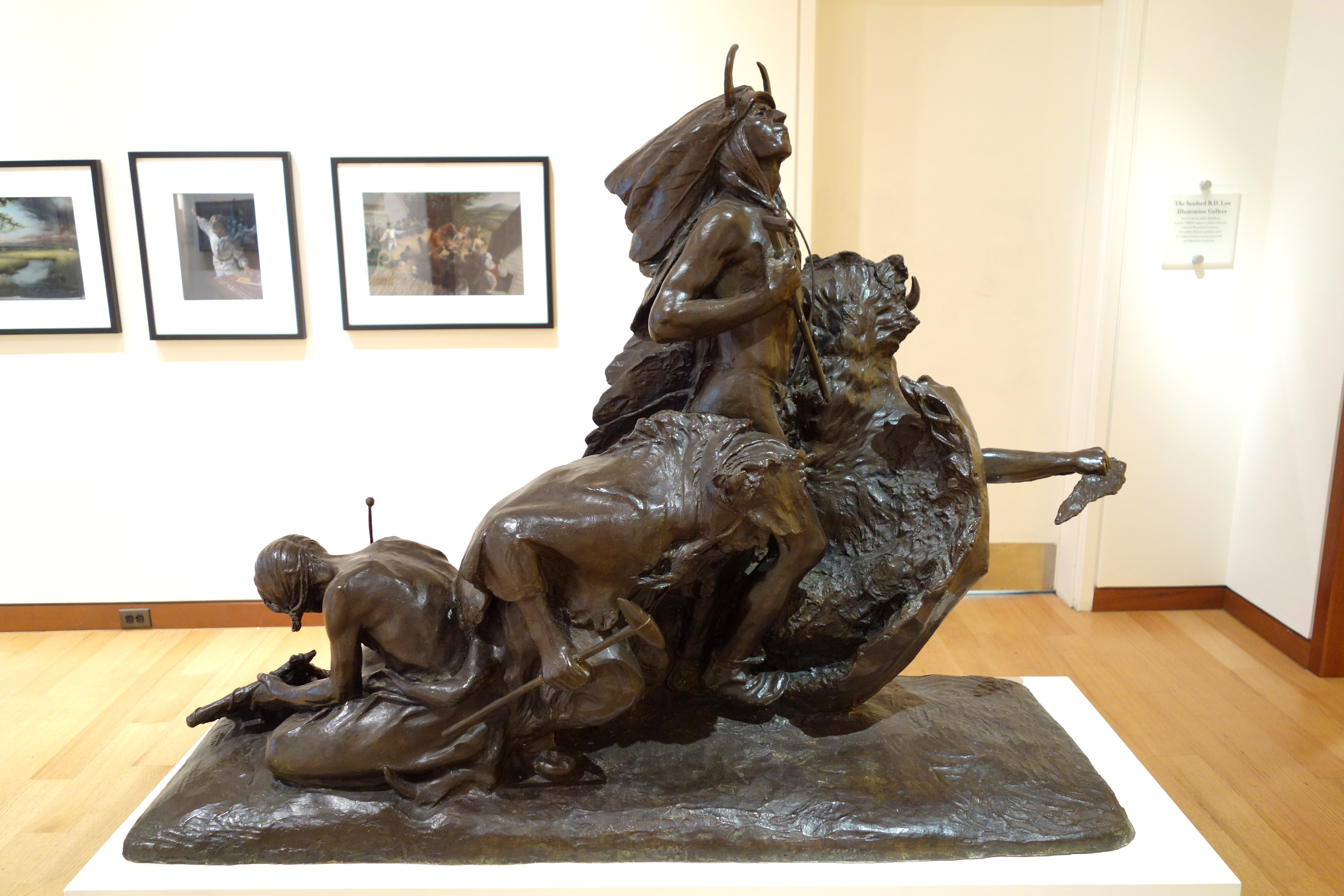
Танец индейцев сиу. Музей американского искусства, Нью-Бритен (Коннектикут)
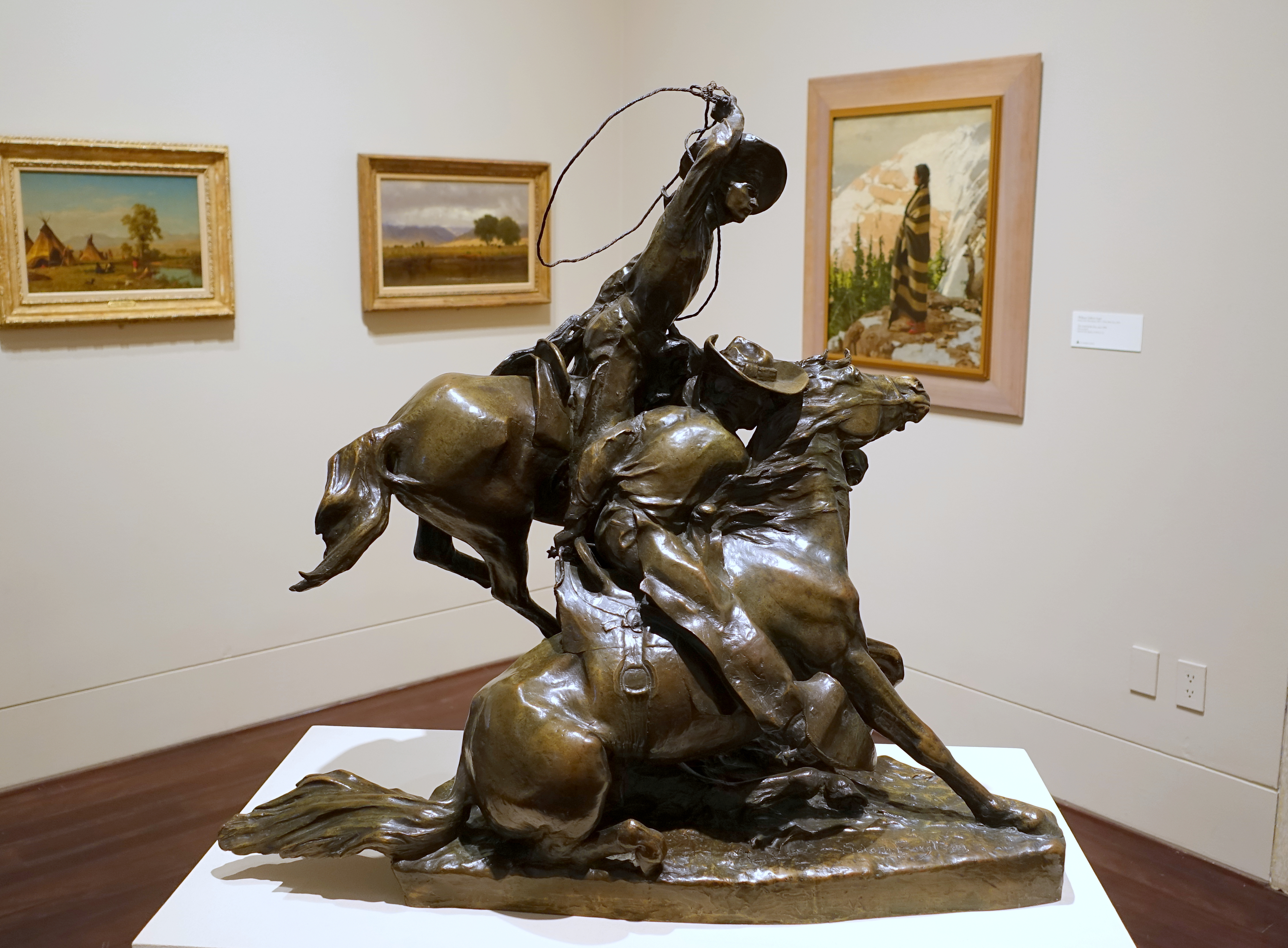
Заарканивание дикой лошади. Художественный музей Блантона, Остин (Техас)
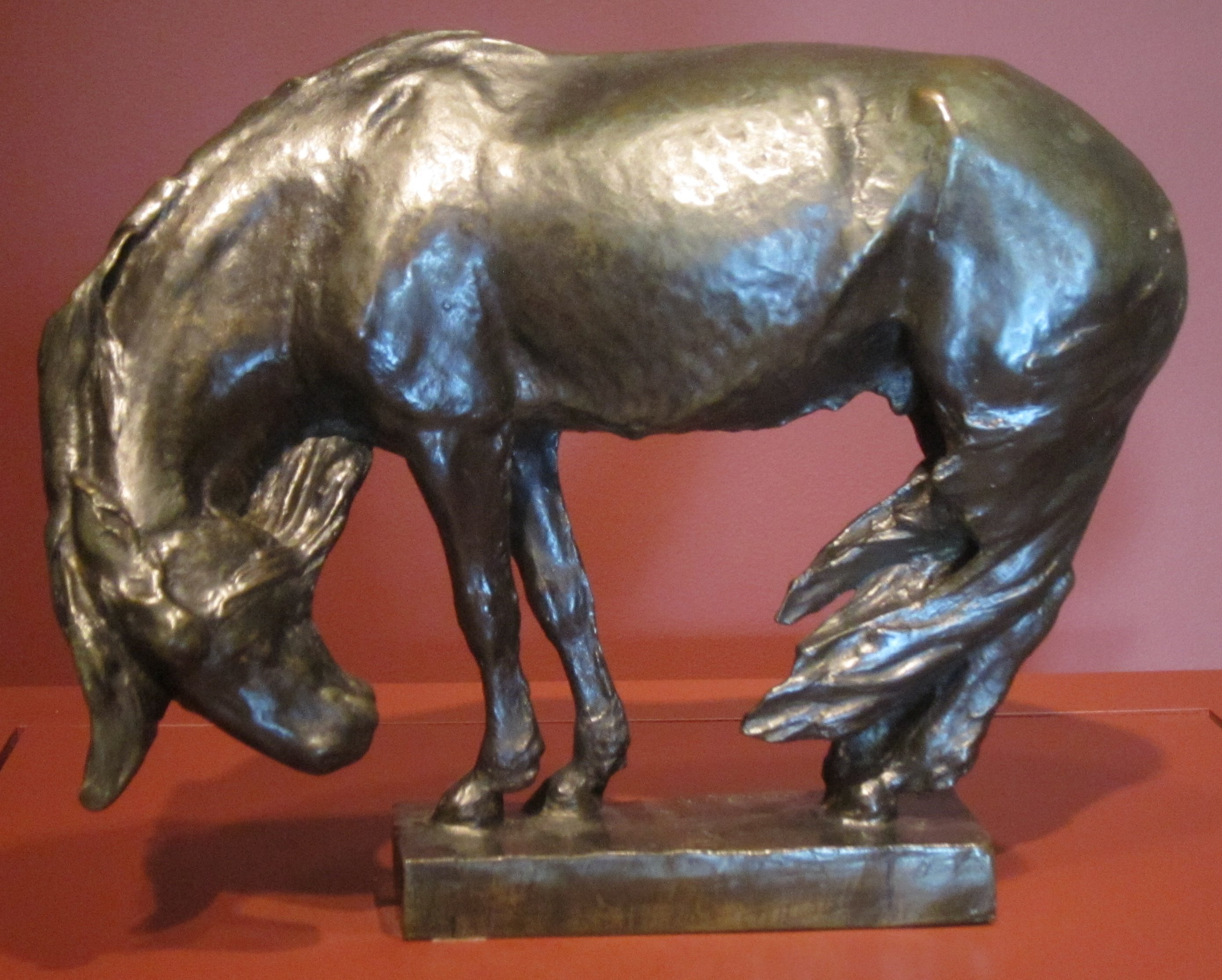
«Зима» (лошадь зимой), ок. 1898, Художественный музей Цинциннати, Огайо